# Ophionephthys limicola
Ophionephthys limicola is een slangster uit de familie Amphiuridae. De wetenschappelijke naam van de soort werd in 1869 gepubliceerd door Christian Frederik Lütken.